# Zupfgeigenhansel
Zupfgeigenhansel – zachodnioniemiecki duet wykonujący muzykę folkową, działający w latach 70. i 80. XX wieku. W jego skład wchodzili Erich Schmeckenbecher i Thomas Friz. Nazwa duetu została zapożyczona od wydanego w 1909 roku zbioru piosenek ludowych.
Zupfgeigenhansel rozpoczęli działalność od grania w folkowych klubach na południu RFN w 1974 roku, następnie występowali w audycji  Liederladen nadawanej przez stację radiową Südwestfunk. W 1976 wydali swój pierwszy album, Volkslieder I. W 1978 niemiecka akademia fonograficzna (Deutsche Phono-Akademie) nagrodziła ich tytułem "Artysty Roku" w kategorii "Niemiecki zespół popowy".
Oprócz niemieckiego folku duet wykonywał także piosenki w języku jidysz, którym poświęcił w 1979 album 'ch hob gehert sogn. W 1985 roku ukazał się album z piosenkami do wierszy Theodora Kramera, austriackiego poety pochodzenia żydowskiego. Rok później Zupfgeigenhansel rozwiązali się.

## Dyskografia
- 1976 – Volkslieder I
- 1977 – Volkslieder II
- 1978 – Volkslieder III
- 1979 – ’ch hob gehert sogn
- 1980 – Eintritt frei (Live)
- 1982 – Miteinander
- 1983 – Kein schöner Land
- 1984 – Liebeslieder
- 1985 – Andre, die das Land so sehr nicht liebten